# ロブソン・コンセイソン
ロブソン・コンセイソン（Robson Conceição、1988年10月25日 - ）は、ブラジルのプロボクサー。バイーア州サルヴァドール出身。元WBC世界スーパーフェザー級王者。リオデジャネイロオリンピックライト級金メダリスト。ロブソン・コンセイサンとも表記される。

## 来歴

### アマチュア時代
2008年、北京オリンピックにフェザー級(57kg)で出場し、1回戦で中国のリー・ヤンに4-12のポイントで敗れた。
2011年、バクーで行われた世界ボクシング選手権にライト級(60kg)で出場し、1回戦と2回戦を勝ち上がるも、3回戦でワシル・ロマチェンコに18-19のポイントで敗れた。同年、パンアメリカン競技大会にライト級で出場し、決勝でキューバのヤスニエル・トレドに敗れ銀メダルを獲得しロンドンオリンピックへの出場権を獲得した。
2012年、ロンドンオリンピックにライト級で出場し、1回戦でジョシュ・テイラーに9-13のポイントで敗れた。
2013年、アルマトイで行われた世界ボクシング選手権にライト級で出場し、決勝でキューバのラザロ・アルバレスに敗れ銀メダルを獲得した。
2015年、ドーハで行われた世界ボクシング選手権にライト級で出場し、準々決勝でジョー・コルディナに勝利するも、準決勝でアゼルバイジャンのアルバート・セリモフに敗れ銅メダルを獲得しリオデジャネイロオリンピックへの出場権を獲得した。
2016年、リオデジャネイロオリンピックにライト級で出場し、決勝でフランスのソフィアン・オーミアに3-0のポイントで勝利しブラジル人で初となるボクシング金メダルを獲得した。
アマチュアの通算戦績は405勝15敗。

### プロ時代
トップランク社と契約を結びプロに転向した。
2016年11月5日、ネバダ州ラスベガスのトーマス&マック・センターにてマニー・パッキャオ対ジェシー・バルガスの前座で、プロデビュー戦を行い6回3-0（60-54×2、60-53）の判定勝ち。白星デビューを飾った。
2021年9月10日、アリゾナ州ツーソンのカジノ・デル・ソルでWBC世界スーパーフェザー級王者オスカル・バルデスに挑戦するも、12回0-3（112-115×2、111-117）の判定負けで王座獲得に失敗した。しかし試合後にコンセイソン陣営は、WBCに、判定が不当であること、試合前にドーピング検査に失格したバルデスは処分されるべきであること、コンセイソンが後頭部へのパンチを放った際には注意も無くいきなり減点されたのに対しバルデスが後頭部にパンチを放った際には注意のみで済まされたのは不公平であること等の不服を申し立て、即時の再戦を指令するよう要求した。
2022年9月23日、ニュージャージー州ニューアークのプルデンシャルセンターにてWBC・WBO世界スーパーフェザー級統一王者のシャクール・スティーブンソンに挑戦する予定だったが、前日計量でスティーブンソンが1.6ポンドの体重超過をして両王座を剥奪されたため、コンセイソンが勝利した場合にのみ王座を獲得できる条件で試合が行われ、12回0-3（109-117×2、108-118）の判定負けを喫し王座獲得に失敗した。なお、スティーブンソンが勝利したため両王座は空位となった。
2023年6月23日、ニューヨーク州マンハッタンのマディソン・スクエア・ガーデン内のフールー・シアターにてニコラス・ポランコと対戦するも、2回中にコンセイソンの偶然のバッティングでポランコが試合続行不可となったため無効試合となった。
2023年11月16日、ネバダ州ラスベガスのT-モバイル・アリーナにてWBO世界スーパーフェザー級王者のエマヌエル・ナバレッテに挑戦するも、12回0-1（112-114、113-113×2）の引き分け判定で王座獲得に失敗した。
2024年7月6日、ニュージャージー州ニューアークのプルデンシャル・センターでシャクール・スティーブンソン対アルテム・ハルチュニャンの前座で、WBC世界スーパーフェザー級タイトルマッチで王者のオシャキー・フォスターに挑戦し、12回2-1（116-112、112-116、115-113）の判定勝ちを収め4度目の世界王座挑戦で悲願の王座獲得に成功した。しかし、この判定は大きな物議を醸し、試合を通してのパンチのヒット数で109対76とフォスターが大きく上回り（ラウンドごとのヒット数でもコンセイソンが上回ったのは12ラウンド中2ラウンドのみ）、さらに試合を放送したESPNも119-109でフォスターの勝ちと付け、解説を務めたティモシー・ブラッドリーも「喜劇」とジャッジの判定を批判、他にもロイ・ジョーンズ・ジュニアは「これは私たちの美しいスポーツを台無しにしたくだらないことだ」、アシュリー・セオファンは「このスポーツは腐敗している。このジャッジはクビにすべきだ」、スティーブン・A・スミスは「ボクシングは私たちをこのスポーツから遠ざけ続ける。フォスターは完全に（勝利を）盗まれた。彼は文字通り12ラウンド中11ラウンドを勝ったのに、判定はコンセイソンに与えられた。（ボクシングの）プロモーターは最高の試合を実現させるのを私たちを散々待たせてただでさえ酷いのに、酷いジャッジはそれより更に酷い」など判定に批判が殺到した。
2024年7月22日、WBCはコンセイソンとフォスターとのダイレクトリマッチによる再戦を指令した。
2024年11月2日、ニューヨーク州ベローナのターニング・ストーン・リゾート・アンド・カジノ内ターニング・ストーン・イベント・センターで元WBC同級王者ならびにWBC世界同級1位のオシャキー・フォスターとダイレクトリマッチによる初防衛戦を行うも、12回1-2（113-115×2、115-113）の僅差の判定負けを喫し王座から陥落、雪辱を許すこととなった。

## 戦績
- アマチュアボクシング：420戦 405勝 15敗
- プロボクシング：24戦 19勝 (9KO) 3敗 1分 1無効試合

| 戦           | 日付           | 勝敗 | 時間    | 内容    | 対戦相手                             | 国籍           | 備考                                         |
| ------------ | -------------- | ---- | ------- | ------- | ------------------------------------ | -------------- | -------------------------------------------- |
| 1            | 2016年11月5日  | ☆    | 6R      | 判定3-0 | クレイ・バーンズ                     | アメリカ合衆国 | プロデビュー戦                               |
| 2            | 2017年1月27日  | ☆    | 2R 1:06 | KO      | アーロン・エリー                     | アメリカ合衆国 |                                              |
| 3            | 2017年3月17日  | ☆    | 2R 0:36 | TKO     | アーロン・ホリス                     | アメリカ合衆国 |                                              |
| 4            | 2017年7月21日  | ☆    | 1R 0:53 | KO      | ベルナルド・ゴメス・ウリベ           | メキシコ       |                                              |
| 5            | 2017年9月22日  | ☆    | 3R 終了 | TKO     | カルロス・オソリオ                   | ニカラグア     |                                              |
| 6            | 2018年2月16日  | ☆    | 6R      | 判定3-0 | イグナシオ・オルギン                 | アメリカ合衆国 |                                              |
| 7            | 2018年4月28日  | ☆    | 6R      | 判定3-0 | アレックス・トーレス・リン           | カナダ         |                                              |
| 8            | 2018年6月30日  | ☆    | 3R 0:53 | TKO     | ガヴィーノ・グアマン                 | アメリカ合衆国 |                                              |
| 9            | 2018年8月25日  | ☆    | 8R      | 判定3-0 | エドガー・カントゥ                   | アメリカ合衆国 |                                              |
| 10           | 2018年11月4日  | ☆    | 8R      | 判定3-0 | ジョーイ・ラビオレット               | カナダ         |                                              |
| 11           | 2019年1月18日  | ☆    | 8R      | 判定3-0 | エクトル・アンブリス・スアレス       | メキシコ       |                                              |
| 12           | 2019年3月31日  | ☆    | 1R 1:54 | TKO     | セルヒオ・アリエル・エストレーラ     | アルゼンチン   |                                              |
| 13           | 2019年6月8日   | ☆    | 8R      | 判定3-0 | カルロス・ルイス                     | メキシコ       |                                              |
| 14           | 2020年8月29日  | ☆    | 2R 0:28 | TKO     | エドゥアルド・ペレイラ・ドス・ヘイス | ブラジル       |                                              |
| 15           | 2020年10月31日 | ☆    | 10R     | 判定3-0 | ルイス・コリア                       | アメリカ合衆国 |                                              |
| 16           | 2021年4月10日  | ☆    | 7R 1:20 | TKO     | ヘスス・アントニオ・アウマダ         | メキシコ       |                                              |
| 17           | 2021年9月10日  | ★    | 12R     | 判定0-3 | オスカル・バルデス                   | メキシコ       | WBC世界スーパーフェザー級タイトルマッチ      |
| 18           | 2022年1月29日  | ☆    | 10R     | 判定3-0 | ザビエル・マルティネス               | アメリカ合衆国 |                                              |
| 19           | 2022年9月23日  | ★    | 12R     | 判定0-3 | シャクール・スティーブンソン         | アメリカ合衆国 | WBC・WBO世界スーパーフェザー級タイトルマッチ |
| 20           | 2023年6月23日  | ー   | 2R      | NC      | ニコラス・ポランコ                   | ドミニカ共和国 |                                              |
| 21           | 2023年11月16日 | △    | 12R     | 判定0-1 | エマヌエル・ナバレッテ               | メキシコ       | WBO世界スーパーフェザー級タイトルマッチ      |
| 22           | 2024年4月13日  | ☆    | 7R 2:27 | TKO     | ホセ・オルティス                     | メキシコ       |                                              |
| 23           | 2024年7月6日   | ☆    | 12R     | 判定2-1 | オシャキー・フォスター               | アメリカ合衆国 | WBC世界スーパーフェザー級タイトルマッチ      |
| 24           | 2024年11月2日  | ★    | 12R     | 判定1-2 | オシャキー・フォスター               | アメリカ合衆国 | WBC陥落                                      |
| テンプレート |                |      |         |         |                                      |                |                                              |

## 獲得タイトル
- WBC世界スーパーフェザー級王座（防衛0）